# Diatraea considerata
Diatraea considerata là một loài bướm đêm trong họ Crambidae.